# 隆林美登木
隆林美登木（学名：Maytenus longlinensis）是卫矛科美登木属的植物，是中国的特有植物。分布于中国大陆的广西、云南等地，生长于海拔1,000米的地区，一般生于石灰岩山地杂木林中及江边干燥石缝中，目前尚未由人工引种栽培。